# Championnats de Colombie de cyclisme sur piste
Les championnats de Colombie de cyclisme sur piste (Campeonato Nacional de Pista en espagnol) sont les championnats nationaux de cyclisme sur piste de Colombie, organisés par la Fédération colombienne de cyclisme.

## Éditions
| Année     | Vélodrome                                   | Ville        | Département     |
| --------- | ------------------------------------------- | ------------ | --------------- |
| 1977      | Vélodrome Alfonso Hurtado Sarria            | Pereira      | Risaralda       |
| 1985      | Vélodrome du Premier Mai (es)               | Bogota       | Bogota          |
| 1991      | Vélodrome Martín Emilio "Cochise" Rodríguez | Medellín     | Antioquia       |
| 1995      | Vélodrome Alfonso Hurtado Sarria            | Pereira      | Risaralda       |
| 1996      | Vélodrome Alfonso Flórez Ortiz              | Bucaramanga  | Santander       |
| 1999      | Vélodrome Luis Carlos Galán                 | Bogota       | Bogota          |
| 2005      | Vélodrome Alfonso Hurtado Sarria            | Pereira      | Risaralda       |
| 2006      | Vélodrome Alfonso Salamanca                 | Duitama      | Boyacá          |
| 2007      | Vélodrome Alfonso Hurtado Sarria            | Pereira      | Risaralda       |
| 2008      | Vélodrome Alcides Nieto Patiño              | Cali         | Valle del Cauca |
| 2009      | Vélodrome Rafael Vásquez                    | Barranquilla | Atlántico       |
| 2010      | Vélodrome Martín Emilio "Cochise" Rodríguez | Medellín     | Antioquia       |
| 2011      | Vélodrome Luis Carlos Galán                 | Bogota       | Bogota          |
| 2012 (es) | Vélodrome Alcides Nieto Patiño              | Cali         | Valle del Cauca |
| 2013      | Vélodrome Martín Emilio "Cochise" Rodríguez | Medellín     | Antioquia       |
| 2014      | Vélodrome Martín Emilio "Cochise" Rodríguez | Medellín     | Antioquia       |
| 2015      | Vélodrome Alcides Nieto Patiño              | Cali         | Valle del Cauca |
| 2016      | Vélodrome Martín Emilio "Cochise" Rodríguez | Medellín     | Antioquia       |
| 2017      | Vélodrome Alcides Nieto Patiño              | Cali         | Valle del Cauca |
| 2018      | Vélodrome Alcides Nieto Patiño              | Cali         | Valle del Cauca |
| 2019      | Vélodrome Alcides Nieto Patiño              | Cali         | Valle del Cauca |
| 2021      | Vélodrome Alcides Nieto Patiño              | Cali         | Valle del Cauca |
| 2022      | Vélodrome Alcides Nieto Patiño              | Cali         | Valle del Cauca |
| 2023      | Vélodrome Martín Emilio "Cochise" Rodríguez | Medellín     | Antioquia       |
| 2024      | Vélodrome Martín Emilio "Cochise" Rodríguez | Medellín     | Antioquia       |

## Palmarès
N.B. : Les drapeaux placés devant les noms des athlètes indiquent la ligue départementale de cyclisme pour laquelle ils ont concouru et non leur lieu de naissance. Ainsi des concurrents peuvent avoir représenté plusieurs ligues durant leur carrière.

### Hommes

#### Kilomètre
| Année | Or                  | Argent               | Bronze                 |
| ----- | ------------------- | -------------------- | ---------------------- |
| 1977  | Mauricio Mosquera   | Jairo Díaz (en)      | Javier Puello          |
| 1978  | Santiago Rueda      | Jairo Meneses        | Balbino Jaramillo (es) |
| 1985  | Tufik Darwich       | Corley Uribe         | Fernando García        |
| 1995  | John Jaime González |                      |                        |
| 2003  | Jonathan Marín      | Leonardo Narváez     | Rodrigo Barros         |
| 2005  | Wilson Meneses      | Gregory Ferreira     | Rodrigo Barros         |
| 2006  | Rodrigo Barros      | Carlos Monroy        | Gregory Ferreira       |
| 2007  | Gregory Ferreira    | Rodrigo Barros       | Carlos Monroy          |
| 2009  | Leonardo Narváez    | Carlos Monroy        | Jonathan Jiménez       |
| 2010  | Fabián Puerta       | Anderson Parra       | Leonardo Narváez       |
| 2011  | Fabián Puerta       | Anderson Parra       | Manuel Tunjano         |
| 2012  | Fabián Puerta       | Anderson Parra       | Andrés Torres          |
| 2013  | Fabián Puerta       | Santiago Ramírez     | Anderson Parra         |
| 2014  | Fabián Puerta       | Juan David Gutiérrez | Santiago Ramírez       |
| 2015  | Anderson Parra      | Juan David Gutiérrez | Diego Peña             |
| 2016  | Santiago Ramírez    | Anderson Parra       | Diego Peña             |
| 2017  | Fabián Puerta       | Santiago Ramírez     | Anderson Parra         |
| 2018  | Kevin Quintero      | Rubén Murillo        | Anderson Parra         |
| 2019  | Santiago Ramírez    | Kevin Quintero       | Rubén Murillo          |
| 2021  | Santiago Ramírez    | Kevin Quintero       | Cristian Ortega        |
| 2022  | Santiago Ramírez    | Cristian Ortega      | Juan David Ochoa       |
| 2023  | Cristian Ortega     | Santiago Ramírez     | Rubén Murillo          |
| 2024  | Santiago Ramírez    | Cristian Ortega      | Kevin Quintero         |

#### Keirin
| Année | Or               | Argent               | Bronze               |
| ----- | ---------------- | -------------------- | -------------------- |
| 1995, |                  | John Jaime González  |                      |
| 2003  | Jonathan Marín   | Diego Rodríguez      | Leonardo Narváez     |
| 2005  | Diego Rodríguez  | Leonardo Narváez     | Jhonatan Díaz        |
| 2007  | Hernán Sánchez   | Jonathan Marín       | Ricardo Moreno       |
| 2008  | Leonardo Narváez |                      |                      |
| 2010  | Fabián Puerta    | Jonathan Marín       | Leonardo Narváez     |
| 2011  | Fabián Puerta    | Cristian Tamayo      | Samir Cambindo       |
| 2012  | Fabián Puerta    | Leonardo Narváez     | Samir Cambindo       |
| 2013  | Fabián Puerta    | Santiago Ramírez     | Jonathan Marín       |
| 2014  | Fabián Puerta    | Anderson Parra       | Santiago Ramírez     |
| 2015  | Diego Peña       | Anderson Parra       | Juan David Gutiérrez |
| 2016  | Santiago Ramírez | Diego Peña           | Anderson Parra       |
| 2017  | Santiago Ramírez | Juan David Gutiérrez | Kevin Quintero       |
| 2018  | Fabián Puerta    | Rubén Murillo        | Diego Peña           |
| 2019  | Kevin Quintero   | Santiago Ramírez     | Cristian Tamayo      |
| 2021  | Santiago Ramírez | Cristian Ortega      | Juan Esteban Arenas  |
| 2022  | Santiago Ramírez | Kevin Quintero       | Juan David Ochoa     |
| 2023  | Kevin Quintero   | Fabián Puerta        | Santiago Ramírez     |
| 2024  | Kevin Quintero   | Santiago Ramírez     | Cristian Ortega      |

#### Vitesse individuelle
| Année | Or                         | Argent               | Bronze             |
| ----- | -------------------------- | -------------------- | ------------------ |
| 1977  | Julio César Echeverry (en) | Jairo Meneses        | Javier Puello      |
| 1978  | Mauricio Mosquera          | Jairo Meneses        | Raúl Palacios      |
| 1985  | Jorge Iván Casas           | Tufik Darwich        | Hugo Fernando Maya |
| 1995  | John Jaime González        |                      |                    |
| 2007  | Jonathan Marín             | Hernán Sánchez       | Rodrigo Barros     |
| 2009  | Leonardo Narváez           | Rodrigo Barros       | Jonathan Marín     |
| 2010  | Fabián Puerta              | Jonathan Marín       | Leonardo Narváez   |
| 2011  | Fabián Puerta              | Cristian Tamayo      | Jonathan Marín     |
| 2012  | Leonardo Narváez           | Fabián Puerta        | Anderson Parra     |
| 2013  | Fabián Puerta              | Anderson Parra       | Rubén Murillo      |
| 2014  | Fabián Puerta              | Anderson Parra       | Santiago Ramírez   |
| 2015  | Fabián Puerta              | Juan David Gutiérrez | Anderson Parra     |
| 2016  | Santiago Ramírez           | Diego Peña           | Anderson Parra     |
| 2017  | Santiago Ramírez           | Fabián Puerta        | Anderson Parra     |
| 2018  | Kevin Quintero             | Anderson Parra       | Rubén Murillo      |
| 2019  | Kevin Quintero             | Santiago Ramírez     | Rubén Murillo      |
| 2021  | Kevin Quintero             | Santiago Ramírez     | Cristian Ortega    |
| 2022  | Kevin Quintero             | Cristian Ortega      | Santiago Ramírez   |
| 2023  | Kevin Quintero             | Cristian Ortega      | Santiago Ramírez   |
| 2024  | Cristian Ortega            | Santiago Ramírez     | Kevin Quintero     |

#### Vitesse par équipes
| Année | Or                                                                                     | Argent                                                                         | Bronze                                                                 |
| ----- | -------------------------------------------------------------------------------------- | ------------------------------------------------------------------------------ | ---------------------------------------------------------------------- |
| 1995  | Antioquia John Jaime González José Julián Velásquez César Zapata                       |                                                                                |                                                                        |
| 1999  | Antioquia Marlon Pérez                                                                 |                                                                                |                                                                        |
| 2007  | Antioquia                                                                              | Boyacá                                                                         | Bogota                                                                 |
| 2008  | Valle del Cauca Cristian Tamayo Hernán Sánchez Samir Cambindo                          | Antioquia Jonathan Marín Rodrigo Barros Carlos Monroy                          | Bogota Leonardo Narváez Diego Gutiérrez Manuel Tunjano                 |
| 2009  | Bogota Leonardo Narváez Diego Gutiérrez Manuel Tunjano                                 | Antioquia Jonathan Marín Rodrigo Barros Carlos Monroy                          | Valle del Cauca Hernán Sánchez Samir Cambindo Fernández                |
| 2010  | Antioquia Rubén Murillo Jonathan Marín Fabián Puerta                                   | Boyacá Alexander Colmenares Carlos Monroy Anderson Parra                       | Bogota Diego Gutiérrez Manuel Tunjano Leonardo Narváez                 |
| 2011  | Antioquia Cristian Tamayo Jonathan Marín Rubén Murillo                                 | Bogota Leonardo Narváez Manuel Tunjano Diego Gutiérrez                         | Boyacá Anderson Parra Carlos Monroy Wilmar Colmenares                  |
| 2012  | Antioquia Fabián Puerta Rubén Murillo Jonathan Marín                                   | Bogota Julián Suárez Diego Gutiérrez Leonardo Narváez                          | Boyacá Anderson Parra Carlos Monroy Wilmar Colmenares                  |
| 2013  | Antioquia Fabián Puerta Santiago Ramírez Rubén Murillo                                 | Bogota Leonardo Narváez Julián Suárez Diego Peña                               | Boyacá Anderson Parra Alexander Colmenares Carlos Monroy               |
| 2014  | Bogota Leonardo Narváez Diego Peña Julián Suárez                                       | Boyacá Anderson Parra Alexander Colmenares Luis Fernando Blanco                | Atlántico Jhon Castillo Kevin León Redondo Jonathan Marín              |
| 2015  | Bogota Julián Suárez Diego Peña Juan David Gutiérrez                                   | Antioquia Fabián Puerta Rubén Murillo Santiago Ramírez                         | Boyacá Anderson Parra Alexander Colmenares Luis Fernando Blanco        |
| 2016  | Antioquia Juan David Ochoa Rubén Murillo Santiago Ramírez                              | Boyacá Anderson Parra Diego Peña Héctor Gutiérrez                              | Valle del Cauca Samir Cambindo Cristian Tamayo Kevin Quintero          |
| 2017  | Antioquia Santiago Ramírez Fabián Puerta Rubén Murillo                                 | Valle del Cauca Walter González Jhonnier Hernández Kevin Quintero              | Boyacá Anderson Parra Alexander Colmenares Wilmer Ulloa                |
| 2018  | Boyacá Anderson Parra Diego Peña Alexander Colmenares                                  | Valle del Cauca Kevin Quintero Samir Cambindo Jhonnier Hernández               | Antioquia Fabián Puerta Rubén Murillo Juan David Ochoa                 |
| 2019  | Antioquia Rubén Murillo Santiago Ramírez Vincent Pelluard                              | Valle del Cauca Kevin Quintero Cristian Tamayo Samir Cambindo                  | Bogota Duvan Delgado Juan Sebastián Peña Juan David Gutiérrez          |
| 2021  | Antioquia Santiago Ramírez Rubén Darío Murillo Juan David Ochoa                        | Atlántico Anderson Parra Diego Peña Cristian Ortega                            | PAD Miguel Ángel Sarmiento Carlos Daniel Echeverri Juan Esteban Arenas |
| 2022  | Antioquia Juan David Ochoa Rubén Murillo Carlos Daniel Echeverri Santiago Ramírez      | Atlántico Anderson Parra Diego Peña Cristian Ortega                            | Valle del Cauca Kevin Quintero Nicolas Medina Juan Diego Arboleda      |
| 2023  | Antioquia Carlos Daniel Echeverry Rubén Darío Murillo Santiago Ramírez                 | Valle del Cauca Kevin Quintero Juan Diego Arboleda Nicolas Medina              | Atlántico Diego Peña Cristian Ortega Francisco Jaramillo               |
| 2024  | Antioquia Rubén Darío Murillo Santiago Ramírez Juan Esteban Duque John Esteban Beltrán | Atlántico Francisco Jaramillo Cristian Ortega Nicolás Olivera Federico Álvarez | Valle del Cauca Kevin Quintero Juan Diego Arboleda Nicolas Medina      |

#### Poursuite individuelle
| Année | Or                                                                   | Argent                                                               | Bronze                                                               |
| ----- | -------------------------------------------------------------------- | -------------------------------------------------------------------- | -------------------------------------------------------------------- |
| 1977  | Balbino Jaramillo (en)                                               | Héctor Mayorga                                                       | Jaime Galeano                                                        |
| 1978  | Balbino Jaramillo                                                    | Óscar Gálvez                                                         | José Ramón Angulo                                                    |
| 1985  | Darío Hernández                                                      | Luis Fernando Mosquera                                               | Raúl Acosta (en)                                                     |
| 1995  | Santiago Botero                                                      | Víctor Herrera                                                       | Jairo Alberto Giraldo                                                |
| 1996  | Víctor Hugo Peña                                                     |                                                                      |                                                                      |
| 1999  | Marlon Pérez                                                         |                                                                      |                                                                      |
| 2003  | Alexander González                                                   | Arles Castro                                                         | Jairo Pérez                                                          |
| 2005  | Carlos Julián Quintero                                               | Élder Herrera                                                        | Carlos Alzate                                                        |
| 2007  | Arles Castro                                                         | Jairo Pérez                                                          | Carlos Alzate                                                        |
| 2008  | Arles Castro                                                         | Jairo Pérez                                                          | Edwin Ávila                                                          |
| 2009  | Jhon Freddy García                                                   | Jairo Pérez                                                          | Jaime Suaza                                                          |
| 2011  | Juan Esteban Arango                                                  | Iván Casas                                                           | Brayan Ramírez                                                       |
| 2012  | Pas de compétition au programme des XIX Juegos Deportivos Nacionales | Pas de compétition au programme des XIX Juegos Deportivos Nacionales | Pas de compétition au programme des XIX Juegos Deportivos Nacionales |
| 2013  | Jhonatan Restrepo                                                    | Juan David Vargas                                                    | Edgar Fonseca                                                        |
| 2014  | Jhonatan Restrepo                                                    | Arles Castro                                                         | Sebastián Castro                                                     |
| 2015  | Pas de compétition au programme des championnats                     | Pas de compétition au programme des championnats                     | Pas de compétition au programme des championnats                     |
| 2016  | Pas de compétition au programme des championnats                     | Pas de compétition au programme des championnats                     | Pas de compétition au programme des championnats                     |
| 2017  | Eduardo Estrada                                                      | Brayan Sánchez                                                       | Diego Ochoa                                                          |
| 2018  | Brayan Sánchez                                                       | Juan Esteban Arango                                                  | Eduardo Estrada                                                      |
| 2019  | Brayan Sánchez                                                       | Félix Barón                                                          | José Serpa                                                           |
| 2021  | Juan Esteban Arango                                                  | Bryan Gómez                                                          | Juan Pablo Zapata                                                    |
| 2022  | Nelson Soto                                                          | Brayan Sánchez                                                       | Juan Manuel Barboza                                                  |
| 2023  | Juan Esteban Arango                                                  | Juan Manuel Barboza                                                  | Fabián Espinel                                                       |
| 2024  | Anderson Arboleda                                                    | Santiago Vélez                                                       | Bryan Gómez                                                          |

#### Poursuite par équipes

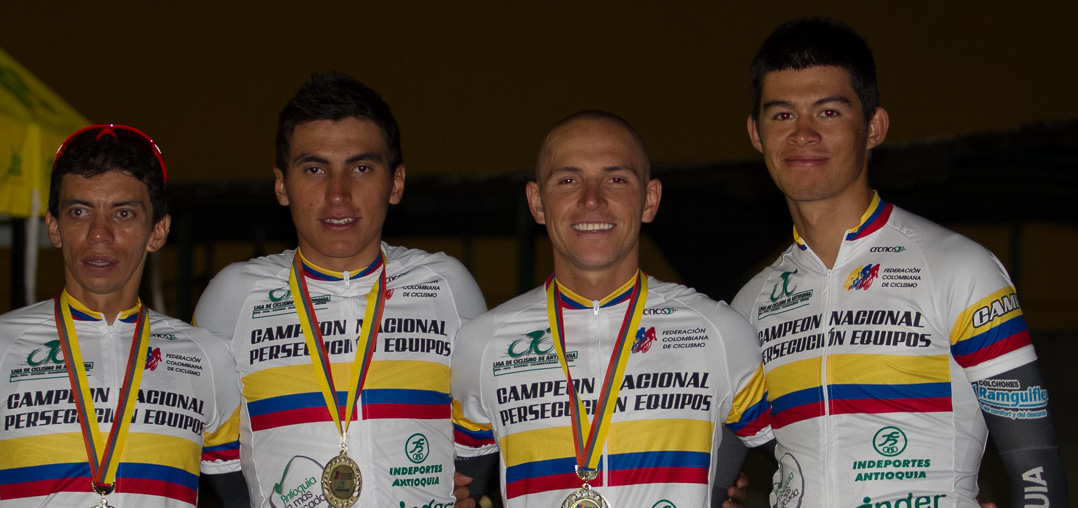
Arles Castro, Jhonatan Restrepo, Weimar Roldán et Kevin Ríos, vainqueurs du titre national 2013.

| Année | Or                                                                                         | Argent                                                                            | Bronze                                                                              |
| ----- | ------------------------------------------------------------------------------------------ | --------------------------------------------------------------------------------- | ----------------------------------------------------------------------------------- |
| 1977  | Valle del Cauca Mauricio Mosquera Jaime Galeano Bernardo Figueroa José Dario Hernández     | Antioquia Balbino Jaramillo Carlos Mesa José Domingo Torres Toro                  | Bogota Héctor Mayorga José Ramón Angulo Orlando Congote García                      |
| 1978  | Valle del Cauca Corley Uribe Álvaro Bejarano Bernardo Figueroa José Dario Hernández        | Antioquia Balbino Jaramillo Carlos Mesa Rodolfo Arce Mauricio Arce                | Bogota Héctor Mayorga José Ramón Angulo Orlando Congote Álvaro Parra                |
| 1985  | Antioquia                                                                                  | Valle del Cauca                                                                   | Bogota                                                                              |
| 2007  | Sélection colombienne Carlos Alzate Jairo Pérez Juan Pablo Forero Arles Castro             | Antioquia                                                                         | Boyacá                                                                              |
| 2008  | Antioquia Arles Castro Juan Esteban Arango Jaime Suaza Weimar Roldán                       | Valle del Cauca                                                                   | Boyacá                                                                              |
| 2009  | Valle del Cauca Jhon Freddy García González Alzate Figueroa                                | Antioquia Stiber Ortiz Weimar Roldán Jaime Suaza Jairo Salas                      | Boyacá Jairo Pérez Fonseca Vargas Ulloa                                             |
| 2010  | Antioquia Jaime Suaza Arles Castro Juan Esteban Arango Weimar Roldán                       | Bogota Armando Cárdenas Edwin Ávila Jarlinson Pantano Camilo Suárez               | Cundinamarca Pedro Nelson Torres Daniel Balsero Camilo Torres José Castelblanco     |
| 2011  | Antioquia Arles Castro Carlos Urán Weimar Roldán Juan Esteban Arango                       | Bogota Brayan Ramírez Camilo Suárez Dubán Agudelo Jarlinson Pantano               | Cundinamarca Walter Pedraza Nelson Castillo Daniel Balsero Wilson Marentes          |
| 2012  | Antioquia Weimar Roldán Juan Esteban Arango Kevin Ríos Andrés Torres                       | Meta Omar Mendoza Cristian Gutiérrez Duván Arévalo Antonio Alarcón                | Valle del Cauca Juan Martín Mesa Andrés Alzate Cristian Naranjo Jhon Freddy García  |
| 2013  | Antioquia Weimar Roldán Arles Castro Kevin Ríos Jhonatan Restrepo                          | Boyacá Sebastián Molano Yeison Chaparro Jeyson Ulloa Wilmer Ulloa                 | Bogota Camilo Suárez Juan David Vargas Félix Barón Jordan Parra                     |
| 2014  | Antioquia Brayan Sánchez Arles Castro Jhonatan Restrepo Kevin Ríos                         | Bogota Jordan Parra Pedro Nelson Torres Camilo Suárez Carlos Urán                 | Valle del Cauca Jarlinson Pantano Juan Martín Mesa Cristian Tamayo Dalivier Ospina  |
| 2015  | Antioquia Arles Castro Brayan Sánchez Kevin Ríos Jairo Salas                               | Bogota Pedro Nelson Torres Camilo Pedroza Carlos Ospina Carlos Urán               | Meta Fernando Orjuela Omar Mendoza Antonio Alarcón Duván Arévalo                    |
| 2016  | Valle del Cauca Jarlinson Pantano Dalivier Ospina Juan Martín Mesa Bryan Gómez             | Boyacá Yeison Chaparro Javier Gómez Diego Ochoa Wilmer Ulloa                      | Antioquia Brayan Sánchez Jhonathan Ospina Carlos Tobón Stiber Ortiz                 |
| 2017  | Antioquia Juan Esteban Arango Weimar Roldán Brayan Sánchez Arles Castro                    | Bogota Edwin Ávila Carlos Urán Jordan Parra Wilmar Molina                         | Boyacá Javier Gómez Julián Molano Diego Ochoa Wilmer Ulloa                          |
| 2018  | Antioquia Marvin Angarita Carlos Tobón Brayan Sánchez Juan Esteban Arango                  | Boyacá Javier Gómez Miguel Flórez Yeison Chaparro Diego Ochoa                     | Bogota Jordan Parra Carlos Urán Juan Esteban Guerrero Wilmar Molina                 |
| 2019  | Antioquia Marvin Angarita Juan Esteban Arango Brayan Sánchez Carlos Tobón                  | Valle del Cauca Carlos Alzate Javier González Dalivier Ospina Sebastián González  | Bolívar Nicolás García Félix Barón José Serpa Eduard Yépez                          |
| 2021  | Antioquia Juan Esteban Arango Marvin Angarita Carlos Tobón Julián Osorio                   | Bogota Brandon Rojas Jordan Parra Camilo Antonio Torres Wilmar Molina             | Valle del Cauca Juan Pablo Zapata Bryan Gómez Heberth Gutiérrez Juan Martín Mesa    |
| 2022  | Antioquia Marvin Angarita Julián Osorio Brayan Sánchez Johan Colón Juan Esteban Arango     | Valle del Cauca Bryan Gómez Juan Pablo Zapata Giovanny Pastes Jorge Cortés        | Boyacá Yeison Chaparro Diego Ochoa Néstor Rueda Fabián Espinel                      |
| 2023  | Antioquia Juan Esteban Arango Weimar Roldán Anderson Arboleda Brayan Sánchez               | Valle del Cauca Juan Pablo Zapata Bryan Gómez Heberth Gutiérrez Jarlinson Pantano | Boyacá Yeison Chaparro Diego Ochoa Néstor Rueda Fabián Espinel                      |
| 2024  | Antioquia Juan Esteban Arango Anderson Arboleda Johan Colón Weimar Roldán Alejandro Osorio | Valle del Cauca Bryan Gómez Jhohan Marín Obed Valencia Julián Osorio              | Bogota Jordan Parra Brandon Rojas Javier Jamaica Juan Sebastián Dueñas Freddy Ávila |

#### Course aux points
| Année | Or                  | Argent                 | Bronze              |
| ----- | ------------------- | ---------------------- | ------------------- |
| 1977  | Balbino Jaramillo   | Mauricio Mosquera      | Óscar Gálvez        |
| 1978  | Rodolfo Arce        | Balbino Jaramillo      | José Ramón Angulo   |
| 1985  | Misael Fresno       | Luis Fernando Mosquera | Fernando Martínez   |
| 1995  | Sergio Escobar      |                        |                     |
| 1999  | Marlon Pérez        |                        |                     |
| 2003  | Leonardo Duque      | Carlos Alzate          | Giovanni Torres     |
| 2005  | Jhon Rueda          | Carlos Urán            | Jairo Pérez         |
| 2008  | Andrés Miguel Díaz  |                        |                     |
| 2010  | Carlos Ospina       | Weimar Roldán          | Walter Pedraza      |
| 2011  | Arles Castro        | Camilo Suárez          | Andrés Miguel Díaz  |
| 2012  | Juan Esteban Arango | Weimar Roldán          | Iván Casas          |
| 2013  | Edgar Fonseca       | Weimar Roldán          | Fernando Orjuela    |
| 2014  | Edgar Fonseca       | Yeison Chaparro        | Jarlinson Pantano   |
| 2015  | Pedro Nelson Torres | Javier Gómez           | Cristian Talero     |
| 2016  | Yeison Chaparro     | Jarlinson Pantano      | Félix Barón         |
| 2017  | Diego Ochoa         | Andrés Miguel Díaz     | Eduardo Estrada     |
| 2018  | Eduardo Estrada     | Yeison Chaparro        | Walter Pedraza      |
| 2019  | Weimar Roldán       | Dalivier Ospina        | Pedro Nelson Torres |
| 2021  | Anderson Arboleda   | Brandon Rojas          | Marvin Angarita     |
| 2022  | Johan Colón         | Yeison Chaparro        | Brayan Báez         |
| 2023  | Anderson Arboleda   | Kevin Castillo         | Santiago Cadavid    |
| 2024  | Javier Jamaica      | Brandon Rojas          | Néstor Rueda        |

#### Course à l'américaine
| Année | Or                                                 | Argent                                              | Bronze                                           |
| ----- | -------------------------------------------------- | --------------------------------------------------- | ------------------------------------------------ |
| 2003  | Leonardo Duque John Durango                        | Juan Pablo Forero Víctor Hugo Herrera               | Armando Cárdenas Miguel Ángel Rubiano            |
| 2007  | Cundinamarca Juan Pablo Forero Pedro Nelson Torres | Antioquia Juan Esteban Arango Weimar Roldán         | Boyacá Pérez Torres                              |
| 2009  | Cundinamarca Pedro Nelson Torres Walter Pedraza    | Valle del Cauca Jhon Freddy García González         | Antioquia Stiber Ortiz Weimar Roldán             |
| 2010  | Antioquia Weimar Roldán Carlos Ospina              | Cundinamarca Wilson Marentes                        | Bogota Edwin Ávila Miguel Ángel Rubiano          |
| 2011, | Antioquia Arles Castro Weimar Roldán               | Boyacá Yeison Chaparro Camilo Ulloa                 | Bogota Camilo Suárez Dubán Agudelo               |
| 2012  | Antioquia Juan Esteban Arango Weimar Roldán        | Valle del Cauca Andrés Alzate Juan Martín Mesa      | Boyacá Jeyson Ulloa Edgar Fonseca                |
| 2013  | Bogota Camilo Suárez Jordan Parra                  | Antioquia Weimar Roldán Juan Esteban Arango         | Boyacá Yeison Chaparro Edgar Fonseca             |
| 2014  | Antioquia Kevin Ríos Jhonatan Restrepo             | Boyacá Yeison Chaparro Edgar Fonseca                | Bogota Jordan Parra Pedro Nelson Torres          |
| 2015  | Bogota Pedro Nelson Torres Carlos Ospina           | Cundinamarca Steven Cuesta Wilson Marentes          | Risaralda Miguel Ángel Sosa Juan Esteban Berrio  |
| 2016  | Bogota Edwin Ávila Jordan Parra                    | Antioquia Weimar Roldán Stiber Ortiz                | Valle del Cauca Mario Paz Carlos Andrés Camargo  |
| 2017  | Bogota Edwin Ávila Jordan Parra                    | Valle del Cauca Carlos Alzate Bryan Gómez           | Antioquia Juan Esteban Arango Weimar Roldán      |
| 2018  | Antioquia Juan Esteban Arango Brayan Sánchez       | Bogota Jordan Parra Edwin Ávila                     | Valle del Cauca Dalivier Ospina Bryan Gómez      |
| 2019  | Antioquia Juan Esteban Arango Weimar Roldán        | Bogota Pedro Nelson Torres Carlos Urán              | Caldas Alejandro Ruiz Walter Pedraza             |
| 2021  | Bogota Brandon Rojas Jordan Parra                  | Antioquia Juan Esteban Arango Carlos Tobón          | Valle del Cauca Juan Pablo Zapata Bryan Gómez    |
| 2022  | Antioquia Brayan Sánchez Juan Esteban Arango       | Bogota José Manuel Gutiérrez González Wilmar Molina | Risaralda Walter Pedraza Kevin Castillo          |
| 2023  | Antioquia Juan Esteban Arango Weimar Roldán        | Risaralda Kevin Castillo Santiago Ramírez           | Boyacá Yeison Chaparro Diego Ochoa               |
| 2024  | Risaralda Kevin Castillo Santiago Ramírez          | Bogota Jordan Parra Brandon Rojas                   | Antioquia Juan Esteban Arango Miguel Ángel Hoyos |

#### Scratch
| Année | Or                  | Argent                 | Bronze                 |
| ----- | ------------------- | ---------------------- | ---------------------- |
| 2003  | Leonardo Duque      | Giovanny García        | Jhon Rueda             |
| 2005  | Armando Cárdenas    | Juan Pablo Forero      |                        |
| 2007  | Iván Casas          |                        |                        |
| 2008  | Andrés Miguel Díaz  |                        |                        |
| 2009  | Duván Agudelo       | Andrés Miguel Díaz     | Élder Herrera          |
| 2010  | Juan Pablo Valencia | Carlos Alzate          | Miguel Ángel Rubiano   |
| 2011  | Camilo Suárez       | Andrés Miguel Díaz     | Weimar Roldán          |
| 2012  | José Jaimes         | Wilmer Ulloa           | Juan Esteban Arango    |
| 2013  | Jordan Parra        | Weimar Roldán          | Duván Arévalo          |
| 2014  | Arles Castro        | Duván Arévalo          | Andrés Miguel Díaz     |
| 2015  | Sergio Argüello     | Arles Castro           | Duván Agudelo          |
| 2016  | Carlos Tobón        | Eduardo Estrada        | Jordan Parra           |
| 2017  | Jordan Parra        | Nelson Soto            | Wilmer Ulloa           |
| 2018  | Cristian Tamayo     | Javier Gómez           | Jordan Parra           |
| 2019  | Félix Barón         | Miguel Ángel Sarmiento | Wilmar Molina          |
| 2021  | Fabián Espinel      | Jordan Parra           | Miguel Ángel Sarmiento |
| 2022  | Julián Osorio       | Nelson Soto            | Jordan Parra           |
| 2023  | Didier Chaparro     | Juan Pablo Sossa       | Nicolás David García   |
| 2024  | Nelson Soto         | Jhohan Marín           | Didier Chaparro        |

#### Omnium
| Année | Or                    | Argent            | Bronze             |
| ----- | --------------------- | ----------------- | ------------------ |
| 2007  | Carlos Urán           | Camilo Ulloa      | Andrés Ceballos    |
| 2009  | Carlos Alzate         | Carlos Colmenares | Carlos Castellanos |
| 2010  | Juan Esteban Arango   | Carlos Urán       | Wilson Marentes    |
| 2011  | Juan Esteban Arango   | Carlos Urán       | Jonathan Jiménez   |
| 2012  | Juan Esteban Arango   | José Jaimes       | Jhon Freddy García |
| 2013  | Juan Esteban Arango   | Fernando Gaviria  | Sebastián Molano   |
| 2014  | Sebastián Molano      | Kevin Ríos        | Juan Martín Mesa   |
| 2015  | Kevin Ríos            | Carlos Urán       | Juan Martín Mesa   |
| 2016  | Marvin Angarita       | Jhonathan Ospina  | Juan Martín Mesa   |
| 2017  | Carlos Urán           | Juan Martín Mesa  | Javier Gómez       |
| 2018  | William Muñoz         | Nicolás García    | Jordan Parra       |
| 2019  | Juan Esteban Arango   | Walter Pedraza    | Carlos Alzate      |
| 2021  | Juan Esteban Arango   | Anderson Arboleda | Néstor Rueda       |
| 2022  | Juan Esteban Arango   | Miguel Hoyos      | Alejandro Ruiz     |
| 2023  | Juan Esteban González | Walter Pedraza    | Néstor Rueda       |
| 2024  | Anderson Arboleda     | Bryan Gómez       | Didier Chaparro    |

#### Course à l'élimination
| Année | Or               | Argent           | Bronze               |
| ----- | ---------------- | ---------------- | -------------------- |
| 2022  | Nelson Soto      | Marvin Angarita  | Julián Osorio        |
| 2023  | Camilo Sepúlveda | Julián Osorio    | Juan Camilo Arbelaez |
| 2024  | Santiago Cadavid | Camilo Sepúlveda | Jhohan Marín         |

### Femmes

#### 500 mètres
| Année | Or               | Argent           | Bronze           |
| ----- | ---------------- | ---------------- | ---------------- |
| 2007  | Maritza Ceballos | Andrea Botero    | Magdaly Trujillo |
| 2008  | Diana García     |                  |                  |
| 2009  | Diana García     | Milena Salcedo   | Sol Angie Roa    |
| 2010  | Diana García     | Juliana Gaviria  | Milena Salcedo   |
| 2011  | Juliana Gaviria  | Diana García     | Milena Salcedo   |
| 2012  | Juliana Gaviria  | Paula Ossa       | Milena Salcedo   |
| 2013  | Juliana Gaviria  | Diana García     | Martha Bayona    |
| 2014  | Juliana Gaviria  | Diana García     | Martha Bayona    |
| 2015  | Juliana Gaviria  | Sol Angie Roa    | Marta Ojeda      |
| 2016  | Martha Bayona    | Juliana Gaviria  | Sol Angie Roa    |
| 2017  | Martha Bayona    | Diana García     | Camila Guerrero  |
| 2018  | Martha Bayona    | Diana García     | Juliana Gaviria  |
| 2019  | Martha Bayona    | Diana García     | Camila Guerrero  |
| 2021  | Martha Bayona    | Marianis Salazar | Juliana Gaviria  |
| 2022  | Martha Bayona    | Valeria Cardozo  | Juliana Gaviria  |
| 2023  | Martha Bayona    | Valeria Cardozo  | Marianis Salazar |
| 2024  | Martha Bayona    | Juliana Gaviria  | Valeria Cardozo  |

#### Keirin
| Année | Or              | Argent           | Bronze            |
| ----- | --------------- | ---------------- | ----------------- |
| 2008  | Diana García    | Maritza Ceballos | Lorena Colmenares |
| 2010  | Diana García    | Milena Salcedo   | Maritza Ceballos  |
| 2011  | Diana García    | Milena Salcedo   | Vanessa Botero    |
| 2012  | Juliana Gaviria | Vanessa Botero   |                   |
| 2013  | Juliana Gaviria | Diana García     | Martha Ojeda      |
| 2014  | Diana García    | Juliana Gaviria  | Sol Angie Roa     |
| 2015  | Diana García    | Sol Angie Roa    | Martha Bayona     |
| 2016  | Martha Bayona   | Juliana Gaviria  | Luisa Parra       |
| 2017  | Martha Bayona   | Sol Angie Roa    | Diana García      |
| 2018  | Martha Bayona   | Diana García     | Juliana Gaviria   |
| 2019  | Martha Bayona   | Camila Guerrero  | Diana García      |
| 2021  | Martha Bayona   | Juliana Gaviria  | Valeria Cardozo   |
| 2022  | Martha Bayona   | Juliana Gaviria  | Valeria Cardozo   |
| 2023  | Martha Bayona   | Valeria Cardozo  | Juliana Gaviria   |
| 2024  | Martha Bayona   | Juliana Gaviria  | Valeria Cardozo   |

#### Vitesse individuelle
| Année | Or              | Argent          | Bronze           |
| ----- | --------------- | --------------- | ---------------- |
| 2008  | Diana García    |                 |                  |
| 2009  | Diana García    | Milena Salcedo  | Maritza Ceballos |
| 2010, | Diana García    | Juliana Gaviria | Maritza Ceballos |
| 2011  | Diana García    | Juliana Gaviria | Milena Salcedo   |
| 2012  | Juliana Gaviria | Paula Ossa      | Vanessa Botero   |
| 2013  | Diana García    | Juliana Gaviria | Martha Bayona    |
| 2014  | Juliana Gaviria | Diana García    | Sol Angie Roa    |
| 2015  | Juliana Gaviria | Sol Angie Roa   | Diana García     |
| 2016  | Martha Bayona   | Juliana Gaviria | Sol Angie Roa    |
| 2017  | Martha Bayona   | Diana García    | Sol Angie Roa    |
| 2018  | Martha Bayona   | Diana García    | Marta Ojeda      |
| 2019  | Martha Bayona   | Diana García    | Juliana Gaviria  |
| 2021  | Martha Bayona   | Juliana Gaviria | Marianis Salazar |
| 2022  | Martha Bayona   | Juliana Gaviria | Valeria Cardozo  |
| 2023  | Martha Bayona   | Valeria Cardozo | Marianis Salazar |
| 2024  | Martha Bayona   | Juliana Gaviria | Luna Álvarez     |

#### Vitesse par équipes
| Année | Or                                                                      | Argent                                                               | Bronze                                                           |
| ----- | ----------------------------------------------------------------------- | -------------------------------------------------------------------- | ---------------------------------------------------------------- |
| 2007  | Antioquia                                                               | Boyacá                                                               | Valle del Cauca                                                  |
| 2009  | Antioquia Diana García Maritza Ceballos                                 | Bogota Sol Angie Roa Milena Salcedo                                  | Boyacá Serika Gulumá Puin                                        |
| 2010  | Antioquia Diana García Juliana Gaviria                                  | Bogota Yesenia Narváez Milena Salcedo                                | Cundinamarca Denisse Velásquez Marcela Alvarado                  |
| 2011  | Antioquia Diana García Juliana Gaviria                                  | Bogota Milena Salcedo Paula Ossa                                     | Cundinamarca Claudia Castaño Denisse Velásquez                   |
| 2012  | Bogota Paula Ossa Milena Salcedo                                        | Antioquia Maritza Ceballos Juliana Gaviria                           | Cundinamarca Denisse Velásquez Claudia Castaño                   |
| 2013  | Antioquia Juliana Gaviria Diana García                                  | Atlántico Marta Ojeda Chesly Caicedo                                 | Valle del Cauca Vanessa Botero Valentina Gómez                   |
| 2014  | Antioquia Juliana Gaviria Diana García                                  | Atlántico Marta Ojeda Chesly Caicedo                                 | Bogota Sol Angie Roa Luisa Parra                                 |
| 2015  | Antioquia Diana García Juliana Gaviria                                  | Atlántico Marta Ojeda Chesly Caicedo                                 | Bogota Luisa Parra Sol Angie Roa                                 |
| 2016  | Antioquia Juliana Gaviria Martha Bayona                                 | Boyacá Sol Angie Roa Marta Ojeda                                     | Bogota Diana García Camila Guerrero                              |
| 2017  | Bogota Camila Guerrero Diana García                                     | Antioquia María Fernanda Paz Martha Bayona                           | Valle del Cauca Valentina Gómez Valentina Ocampo                 |
| 2018  | Antioquia Martha Bayona Juliana Gaviria                                 | Bogota Camila Guerrero Diana García                                  | Valle del Cauca Valeria Cardozo Valentina Gómez                  |
| 2019  | Antioquia Juliana Gaviria Martha Bayona                                 | Bogota Camila Guerrero Diana García                                  | Boyacá Sol Angie Roa Marta Ojeda                                 |
| 2021, | Antioquia Martha Bayona Juliana Gaviria Yarli Mosquera                  | Atlántico Marta Ojeda Sol Angie Roa Marianis Salazar                 | Bogota Angélica Ovalle María Paula Páez Melissa Vargas           |
| 2022  | Antioquia Martha Bayona Juliana Gaviria Yarli Mosquera                  | Atlántico Marta Ojeda Luna Álvarez Marianis Salazar                  | Bogota Angélica Ovalle Alejandra Hernández Alejandra Duarte      |
| 2023  | Antioquia Martha Bayona Juliana Gaviria Yarli Mosquera                  | Atlántico Marta Ojeda Valentina García Marianis Salazar              | Valle del Cauca Valeria Cardozo Natalia Martínez María Jaramillo |
| 2024  | Antioquia Martha Bayona Stefany Cuadrado Juliana Gaviria Yarli Mosquera | Atlántico Luna Álvarez Marianis Salazar Valentina García Marta Ojeda | Bogota Valeria Morales Nohely Hernández Melissa Vargas           |

#### Poursuite individuelle
| Année | Or                                                                   | Argent                                                               | Bronze                                                               |
| ----- | -------------------------------------------------------------------- | -------------------------------------------------------------------- | -------------------------------------------------------------------- |
| 2007  | María Luisa Calle                                                    | Elizabeth Agudelo                                                    | Rocío Bernal                                                         |
| 2008  | María Luisa Calle                                                    | Lorena Vargas                                                        | Rocío Bernal                                                         |
| 2009  | Lorena Vargas                                                        | Rocío Bernal                                                         | Serika Gulumá                                                        |
| 2011  | María Luisa Calle                                                    | Rocío Bernal                                                         | Lorena Vargas                                                        |
| 2012  | Pas de compétition au programme des XIX Juegos Deportivos Nacionales | Pas de compétition au programme des XIX Juegos Deportivos Nacionales | Pas de compétition au programme des XIX Juegos Deportivos Nacionales |
| 2013  | Jessica Parra                                                        | María Luisa Calle                                                    | Andreina Rivera                                                      |
| 2014  | María Luisa Calle                                                    | Andreina Rivera                                                      | Lorena Vargas                                                        |
| 2015  | Pas de compétition au programme des championnats                     | Pas de compétition au programme des championnats                     | Pas de compétition au programme des championnats                     |
| 2016  | Pas de compétition au programme des championnats                     | Pas de compétition au programme des championnats                     | Pas de compétition au programme des championnats                     |
| 2017  | Camila Valbuena                                                      | Jessica Parra                                                        | Lorena Vargas                                                        |
| 2018  | Jessica Parra                                                        | Serika Gulumá                                                        | Marcela Hernández                                                    |
| 2019  | Marcela Hernández                                                    | Jessica Parra                                                        | Camila Valbuena                                                      |
| 2021  | Jessica Parra                                                        | Lina Rojas                                                           | Estefanía Herrera                                                    |
| 2022  | Marcela Hernández                                                    | Estefanía Herrera                                                    | Camila Sánchez                                                       |
| 2023  | Juliana Londoño                                                      | Marcela Hernández                                                    | Andrea Alzate                                                        |
| 2024  | Elizabeth Castaño                                                    | Marcela Hernández                                                    | Luisa Naranjo                                                        |

#### Poursuite par équipes
| Année | Or                                                                                             | Argent                                                                             | Bronze                                                                        |
| ----- | ---------------------------------------------------------------------------------------------- | ---------------------------------------------------------------------------------- | ----------------------------------------------------------------------------- |
| 2010  | Antioquia Elizabeth Agudelo Andreina Rivera Diana García                                       | Boyacá Rocío Bernal Serika Gulumá Lorena Colmenares                                | Cundinamarca Adriana Tovar Marcela Alfonso Viviana Velásquez                  |
| 2011  | Cundinamarca Viviana Velásquez Adriana Tovar Marcela Alfonso                                   | Antioquia Andreina Rivera Diana García María Luisa Calle                           | Valle del Cauca Magdaly Trujillo Mónica Méndez Mónica Montoya                 |
| 2012  | Antioquia Andreina Rivera María Luisa Calle Nicole Estrada                                     | Boyacá Rocío Bernal Serika Gulumá Milena Fagua                                     | Bogota Angie Rojas Laura Lozano Liliana Moreno                                |
| 2013  | Bogota Milena Salcedo Jessica Parra Angie Guzmán Liliana Moreno                                | Antioquia María Luisa Calle Valentina Paniagua Nicole Estrada Andreina Rivera      | Boyacá Claudia Buitrago Angie Sanabria Milena Fagua Diana Palacios            |
| 2014  | Bogota Camila Valbuena Laura Lozano Milena Salcedo Angie Guzmán                                | Antioquia María Luisa Calle Valentina Paniagua Andreina Rivera Jessenia Meneses    | Boyacá Serika Gulumá Lorena Colmenares Milena Fagua Angie Sanabria            |
| 2015  | Bogota Jessica Parra Camila Valbuena Angie Guzmán Milena Salcedo                               | Boyacá Serika Gulumá Lorena Colmenares Milena Fagua Angie Sanabria                 | Antioquia Mónica Calderón Valentina Paniagua Carolina Upegui Nicole Estrada   |
| 2016, | Bogota Jessica Parra Camila Valbuena Tatiana Dueñas Milena Salcedo                             | Antioquia Estefania Herrera Paula Patiño Carolina Upegui María Fernanda Paz        |                                                                               |
| 2017  | Bogota Milena Salcedo Tatiana Dueñas Jessica Parra Camila Valbuena                             | Antioquia Jessenia Meneses Mónica Calderón Katherin Montoya Daniela Giraldo        | Valle del Cauca Kimberly Escobar Yesenia Álvarez Marynés Prada Lorena Villada |
| 2018  | Bogota Lina Rojas Tatiana Dueñas Jessica Parra Milena Salcedo                                  | Antioquia Marcela Hernández Daniela Atehortúa Estefanía Herrera Jessenia Meneses   | Boyacá Angie Sanabria Lorena Colmenares Jessica Hurtado Serika Gulumá         |
| 2021  | Antioquia Jessenia Meneses Marcela Hernández Estefanía Herrera Elizabeth Castaño               | Valle del Cauca Marynés Prada Oriana Saavedra Lina Rojas Mariana Herrera           | Bogota Camila Sánchez Karol Muñoz Jessica Parra Laura García                  |
| 2022  | Antioquia Estefanía Herrera Bárbara Zapata Elizabeth Castaño Karen González Marcela Hernández  | Valle del Cauca Mariana Herrera Yulli Ramírez Valery Londoño Oriana Saavedra       | Bogota Camila Sánchez Laura García Lorena Villamizar Milena Salcedo           |
| 2023  | Antioquia Andrea Alzate Elizabeth Castaño Marcela Hernández Jessenia Meneses                   | Valle del Cauca Valery Londoño Marynés Prada Oriana Saavedra Lina Rojas            |                                                                               |
| 2024  | Antioquia Marcela Hernández Elizabeth Castaño Andrea Alzate Estefanía Herrera Jessenia Meneses | Bogota Milena Salcedo Lorena Villamizar Camila Sánchez Paula Barrios Nicoll García | Caldas Luisa Naranjo Karol Muñoz Natalia Castro Natalia Carmona               |

#### Course aux points
| Année | Or                | Argent            | Bronze            |
| ----- | ----------------- | ----------------- | ----------------- |
| 2007  | María Luisa Calle | Laura Lozano      | Mónica Méndez     |
| 2009  | Lorena Vargas     | Elizabeth Agudelo | Andrea Botero     |
| 2010  | Laura Lozano      | Adriana Tovar     | Lorena Colmenares |
| 2011  | Lorena Colmenares | Mónica Méndez     | Adriana Tovar     |
| 2012  | María Luisa Calle | Laura Lozano      | Lorena Vargas     |
| 2013  | Liliana Moreno    | Jessica Parra     | Lina Dueñas       |
| 2014  | María Luisa Calle | Lorena Colmenares | Serika Gulumá     |
| 2015  | Serika Gulumá     | Lorena Vargas     | Cristina Sanabria |
| 2016  | Lorena Colmenares | Jessica Parra     | Carolina Upegui   |
| 2017  | Lorena Colmenares | Laura Lozano      | Marynés Prada     |
| 2018  | Lorena Colmenares | Serika Gulumá     | Luisa Naranjo     |
| 2019  | Marcela Hernández | Lorena Colmenares | Laura Castillo    |
| 2021  | Camila Sánchez    | Elizabeth Castaño | Natalia Castro    |
| 2022  | Luisa Naranjo     | Elizabeth Castaño | Serika Gulumá     |
| 2023  | Jessenia Meneses  | Elizabeth Castaño | Lina Rojas        |
| 2024  | Kimberly Escobar  | Camila Sánchez    | Karol Herrera     |

#### Course à l'américaine
| Année | Or                                            | Argent                                           | Bronze                                         |
| ----- | --------------------------------------------- | ------------------------------------------------ | ---------------------------------------------- |
| 2017  | Bogota Milena Salcedo Jessica Parra           | Boyacá Serika Gulumá Lorena Colmenares           | Antioquia Jessenia Meneses María Fernanda Paz  |
| 2018  | Bogota Jessica Parra Milena Salcedo           | Valle del Cauca Marynés Prada Lorena Vargas      | Antioquia Marcela Hernández Daniela Atehortúa  |
| 2019  | Bogota Jessica Parra Lina Rojas               | Antioquia Marcela Hernández Estefanía Herrera    | Risaralda María Fernanda Rojas Manuela Cardona |
| 2021  | Valle del Cauca Lina Rojas Mariana Herrera    | Antioquia Jessenia Meneses Elizabeth Castaño     | Bogota Jessica Parra Laura García              |
| 2022  | Antioquia Marcela Hernández Elizabeth Castaño | Valle del Cauca Mariana Herrera Kimberly Escobar | Bogota Camila Sánchez Laura García             |
| 2023  | Antioquia Elizabeth Castaño Marcela Hernández | Valle del Cauca Kimberly Escobar Marynés Prada   | Bolívar Diana Corrales Carolina Valencia       |
| 2024  | Antioquia Marcela Hernández Elizabeth Castaño | Valle del Cauca Kimberly Escobar Mariana Herrera | Casanare Paula Latriglia Sofía Castillo        |

#### Scratch
| Année | Or                | Argent            | Bronze             |
| ----- | ----------------- | ----------------- | ------------------ |
| 2007  | María Luisa Calle | Andrea Botero     | Laura Lozano       |
| 2009  | Elizabeth Agudelo | Mónica Méndez     | Laura Lozano       |
| 2010  | Lorena Colmenares | Serika Gulumá     | Mónica Méndez      |
| 2011  | Milena Salcedo    | Viviana Velásquez | Lorena Colmenares  |
| 2012  | Milena Salcedo    | María Luisa Calle | Maritza Ceballos   |
| 2013  | Milena Salcedo    | Jessica Parra     | Maritza Ceballos   |
| 2014  | Jessica Parra     | Angie Guzmán      | Valentina Paniagua |
| 2015  | Milena Salcedo    | Serika Gulumá     | Lorena Vargas      |
| 2016  | Carolina Upegui   | Angie Guzmán      | Milena Salcedo     |
| 2017  | Marynés Prada     | Milena Salcedo    | María Fernanda Paz |
| 2018  | Marynés Prada     | Milena Salcedo    | Lorena Colmenares  |
| 2019  | Marynés Prada     | Katherin Montoya  | Lina Rojas         |
| 2021  | Mariana Herrera   | Barbara Zapata    | Marynés Prada      |
| 2022  | Mariana Herrera   | Sol Angie Roa     | Karen González     |
| 2023  | Juliana Londoño   | Karen González    | Barbara Zapata     |
| 2024  | Elizabeth Castaño | Barbara Zapata    | Paula Latriglia    |

#### Omnium
| Année | Or                | Argent            | Bronze            |
| ----- | ----------------- | ----------------- | ----------------- |
| 2009  | Lorena Vargas     | Andrea Botero     | Mónica Montoya    |
| 2010  | Lorena Colmenares | Viviana Velásquez | Serika Gulumá     |
| 2011  | Lorena Colmenares | Laura Lozano      | Lorena Vargas     |
| 2012  | Milena Salcedo    | Andreina Rivera   | Serika Gulumá     |
| 2013  | Milena Salcedo    | Andreina Rivera   | Maritza Ceballos  |
| 2014  | Milena Salcedo    | Lorena Colmenares | Milena Fagua      |
| 2015  | Milena Salcedo    | Lorena Colmenares | Lorena Vargas     |
| 2016  | Lorena Colmenares | Angie Guzmán      | Cristina Sanabria |
| 2017  | Tatiana Dueñas    | Kimberly Escobar  | Lorena Colmenares |
| 2018  | Lina Rojas        | Carolina Upegui   | Tatiana Dueñas    |
| 2019  | Marcela Hernández | Lina Rojas        | Kimberly Escobar  |
| 2021  | Mariana Herrera   | Laura García      | Elizabeth Castaño |
| 2022  | Elizabeth Castaño | Marcela Hernández | Kimberly Escobar  |
| 2023  | Marcela Hernández | Lina Rojas        | Yesica Hurtado    |
| 2024  | Marcela Hernández | Kimberly Escobar  | Mariana Herrera   |

#### Course à l'élimination
| Année | Or              | Argent            | Bronze          |
| ----- | --------------- | ----------------- | --------------- |
| 2022  | Karen González  | Lorena Villamizar | Barbara Zapata  |
| 2023  | Juliana Londoño | Kimberly Escobar  | Barbara Zapata  |
| 2024  | Barbara Zapata  | Nathalia Martínez | Paula Latriglia |